# Wappen Kameruns
Das aktuelle Wappen Kameruns stammt aus dem Jahr 1986.

## Beschreibung
Das Wappen hat eine gerade rote Spitze, die den Schild in grün und gold teilt.
In der roten Spitze des Schildes befindet sich eine blaue Umrisskarte von Kamerun, aufgelegt ist die Waage der Justitia über der ein goldener Stern schwebt.
Hinter dem Schild befinden sich zwei gekreuzte Fasces, die die Staatsgewalt repräsentieren.
Über dem Schild steht in den beiden Amtssprachen Englisch und Französisch das Motto Kameruns:
„Paix, Travail, Patrie“
„Peace, Work, Fatherland“
(Frieden, Arbeit, Vaterland)
Das ältere Wappen hatte im goldenen und grünen Feld  einen blauen fünfzackigen Stern. Über dem Wappen war ein goldenes Spruchband ausgebreitet.

Flagge Kameruns

Ein Banner unter dem Schild nennt den Namen des Staates, ebenfalls in Englisch und Französisch:
Republic of Cameroon
République du Cameroun
(Republik Kamerun)
Die Farbgebung des Schildes entspricht derjenigen der Flagge Kameruns.

## Symbolik

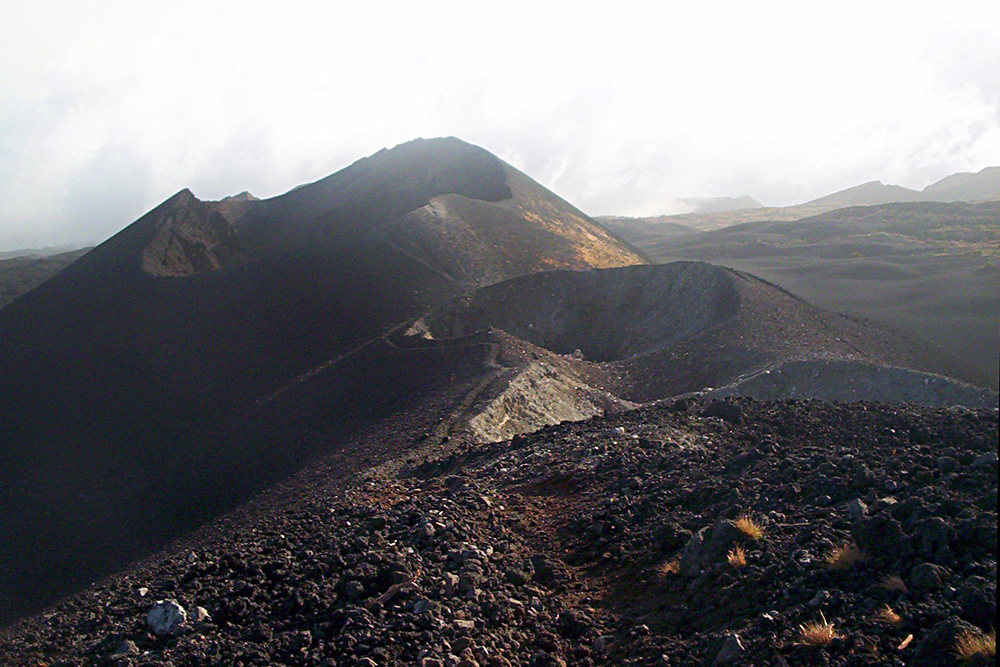
Kamerunberg

- Das rote Dreieck steht für den Kamerunberg, den mit 4095 Metern Höhe höchsten Berg Westafrikas.
- Das Dreieck ist belegt mit dem Schwert und den Waagschalen der Justitia, der römischen Göttin der Gerechtigkeit.
- Das Rutenbündel mit Beil (Liktorenbündel) ist ebenfalls ein Symbol der römischen Antike und steht für die republikanische Staatsform.

## Geschichte

Geplante Flagge von Deutsch-Kamerun, 1914

Das deutsche Kolonialamt entwarf für das Schutzgebiet Kamerun ein Wappen, das unter dem kaiserlichen Adler einen Elefantenkopf von vorn zeigte. Dieses Wappen wurde auf die Flagge des Deutschen Reiches aufgelegt.
Nach der Unabhängigkeit führte Kamerun zuerst nur ein Siegel, ein Staatswappen gab es erst am 31. Dezember 1960. Es zeigte im oberen Teil des grünen und gelben Streifens je einen blauen Stern.
Mit der Änderung der Flagge entfiel 1975 der Stern im grünen Feld, seit Ende 1986 steht er nun im mittleren Streifen.